# Crimen

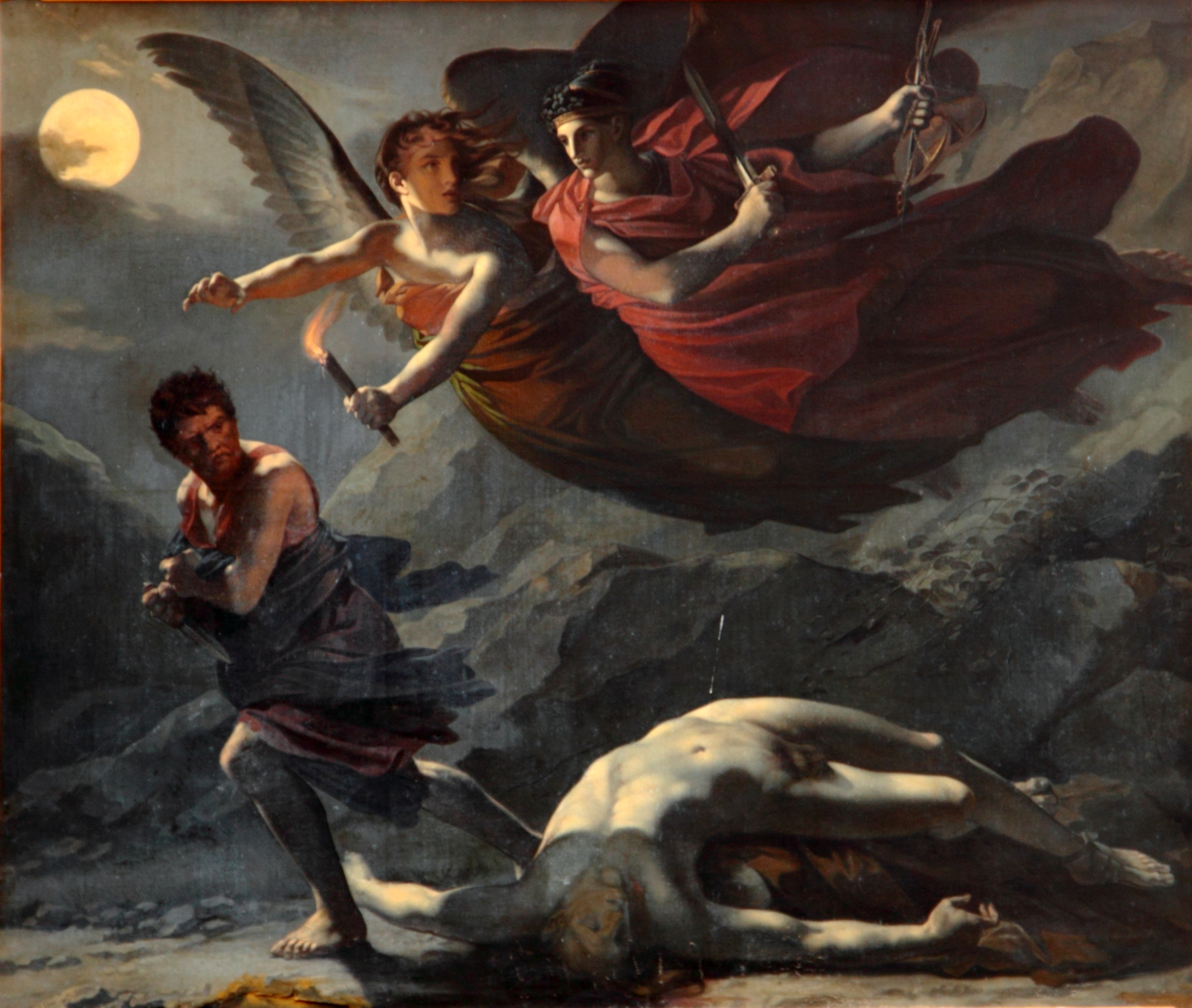
Justicia y venganza divina en la búsqueda del crimen - 1808 óleo sobre tela de Pierre Paul Prud'hon

En lenguaje ordinario, un crimen es una acción indebida o reprensible, en general un delito grave como la acción voluntaria de matar o herir gravemente a alguien. El término crimen no tiene, en el derecho penal moderno, una definición simple y universalmente aceptada, aunque se han proporcionado definiciones legales para ciertos fines. La opinión más popular es que el crimen es una categoría creada por la ley; en otras palabras, algo es un delito si así lo declara la ley pertinente y aplicable. Una definición propuesta es que un crimen (o delito penal) es un acto perjudicial no solo para una víctima sino también para una comunidad, sociedad o Estado ("un error público"). Dichos actos están prohibidos y punibles por ley.

## Historia
Algunas comunidades religiosas consideran que el pecado es un crimen; algunas pueden incluso destacar el crimen del pecado desde muy temprano en los relatos legendarios o mitológicos de los orígenes, como el cuento de Adán y Eva y la teoría del pecado original. Lo que un grupo considera un crimen puede causar o encender la guerra o el conflicto. Sin embargo, las primeras civilizaciones conocidas tenían códigos de ley, que contenían tanto normas de derecho civil como normas penales mezcladas, aunque no siempre en forma registrada.

### Antiguo Oriente Próximo
Los sumerios produjeron los primeros códigos escritos que se conservan. Urukagina (reinó circa 2380-2360 a. C., cronología corta) tenía un código primitivo que no ha sobrevivido; un rey posterior, Ur-Nammu, dejó el primer sistema de derecho escrito que existe, el Código de Ur-Nammu (circa 2100- 2050 a. C.), que prescribía un sistema formal de penas para casos específicos en 57 artículos. Los sumerios publicaron posteriormente otros códigos, entre ellos el "código de Lipit-Ishtar". Este código, del siglo XX a. C., contiene unos cincuenta artículos, y los estudiosos lo han reconstruido comparando varias fuentes. 

El sumerio era profundamente consciente de sus derechos personales y se resentía de cualquier intromisión en ellos, ya fuera por parte de su rey, su superior o su igual. No es de extrañar que los sumerios fueran los primeros en recopilar leyes y códigos legales.
 Kramer

Los sucesivos códigos legales de Babilonia, incluido el código de Hammurabi (1790 a. C.), reflejaban la creencia de la sociedad de Mesopotamian de que la ley derivaba de la voluntad de la dioses (véase ley babilónica).
Muchos estados de esta época funcionaban como teocracias, con códigos de conducta en gran parte de origen o referencia religiosa. En los textos sánscritos de Dharmaśāstra (1250 a. C.), se han tratado temas como los deberes legales y religiosos, el código de conducta, las penas y los remedios, etc. y constituye una de las fuentes más elaboradas y tempranas de código legal.
Sir Henry Maine estudió los códigos antiguos disponibles en su época, y no encontró ningún derecho penal en el sentido "moderno" de la palabra. Mientras que los sistemas modernos distinguen entre los delitos contra el "estado" o la "comunidad", y los delitos contra el "individuo", el llamado derecho penal de las comunidades antiguas no se ocupaba de los "crímenes" (en latín: crimina), sino de "delitos" (latín: delicta). Así, las leyes helénicas trataban todas las formas de robo, agresión, violación y asesinato como delitos privados, y dejaban la acción para su cumplimiento en manos de las víctimas o de sus supervivientes. Los primeros sistemas parecen haber carecido de tribunales formales.

### Roma y su legado en Europa
La Romana sistematizó el derecho y aplicó su sistema en todo el Imperio Romano. De nuevo, las normas iniciales del derecho romano consideraban las agresiones como una cuestión de compensación privada. El concepto más significativo del derecho romano era el de dominio. El pater familias era el dueño de toda la familia y de sus bienes (incluidos los esclavos); el pater se encargaba de hacer cumplir los asuntos que implicaban una intromisión en cualquier propiedad. Los Comentarios de Gayo (escritos entre 130 y 180 d. C.) sobre las Doce Tablas trataban el furtum (en lenguaje moderno: "robo") como un agravio.
Del mismo modo, la agresión y el robo violento implicaban una invasión en cuanto a la propiedad del pater (así, por ejemplo, la violación de un esclavo podía ser objeto de indemnización al pater por haber invadido su "propiedad"), y el incumplimiento de tales leyes creaba un vinculum juris (una obligación de derecho) que sólo el pago de una indemnización monetaria (los modernos "daños y perjuicios") podía liberar. Del mismo modo, las consolidadas leyes teutónicas de las tribus germánicas, incluía un complejo sistema de compensaciones monetarias para lo que los tribunales considerarían al 2008 la gama completa de delitos contra la persona, desde el asesinato hacia abajo.
A pesar de que Roma abandonó sus Británicas alrededor del año 400 d. C., los mercenarios germánicos; que se habían convertido en gran medida en un instrumento para hacer cumplir el dominio romano en Britania; adquirieron la propiedad de la tierra allí y continuaron utilizando una mezcla de derecho romano y teutónico, con mucho escrito bajo los primeros reyes anglosajones. Pero sólo cuando surgió una monarquía inglesa más centralizada tras la invasión normanda, y cuando los reyes de Inglaterra intentaron imponer su poder sobre la tierra y sus gentes, surgió el concepto moderno, es decir, de un delito no sólo como una ofensa contra el "individuo", sino también como un agravio contra el "estado".
Esta idea procedía del derecho consuetudinario, y la concepción más antigua de un acto criminal implicaba hechos de tan gran importancia que el "estado" tenía que usurpar las funciones habituales de los tribunales civiles, y dirigir una ley especial o privilegium contra el autor. Todos los primeros juicios penales ingleses contaban con tribunales totalmente extraordinarios y arbitrarios sin ninguna ley establecida que aplicar, mientras que el derecho civil (delictual) funcionaba de forma muy desarrollada y coherente (excepto cuando un rey quería recaudar dinero vendiendo una nueva forma de writ). El desarrollo de la idea de que el "Estado" imparte justicia en un tribunal sólo surge en paralelo o después de la aparición del concepto de soberanía.
En la Europa continental, el derecho romano persistió, pero con una mayor influencia de la Iglesia cristiana. Junto con la estructura política más difusa basada en unidades feudales más pequeñas, surgieron diversas tradiciones jurídicas, que permanecieron más fuertemente arraigadas en la jurisprudencia romana, pero modificadas para satisfacer el clima político imperante.
En Escandinavia, el efecto del derecho romano no se hizo patente hasta el siglo XVII, y los tribunales surgieron de las cosas, las asambleas del pueblo. El pueblo decidía los casos (normalmente con el dominio de los mayores propietarios). Más tarde, este sistema se convirtió gradualmente en un sistema en el que un juez real nombraba a un número de los hombres más estimados de la parroquia como su junta, cumpliendo la función del "pueblo" de antaño.
Desde el sistema de la Antigua Grecia en adelante, la justificación política para exigir el pago de una compensación monetaria por los agravios cometidos ha tenido que ver con evitar la disputa entre clanes y familias. Si la compensación podía apaciguar los sentimientos de las familias, esto ayudaría a mantener la paz. Por otra parte, la institución de los juramentos también restaba importancia a la amenaza de la guerra feudal. Tanto en la Grecia arcaica como en la medieval Escandinavia, un acusado salía libre si conseguía que un número suficiente de parientes varones lo juraran inocente. (Compárese con el Consejo de Seguridad de las Naciones Unidas, en el que el poder de veto de los miembros permanentes garantiza que la organización no se vea envuelta en crisis en las que no podría hacer cumplir sus decisiones).
Estos medios para frenar las disputas privadas no siempre funcionaron, y a veces impidieron el cumplimiento de la justicia. Pero en los primeros tiempos el "Estado" no siempre proporcionaba una fuerza policial independiente. Así, el derecho penal surgió de lo que los abogados del siglo XXI llamarían agravios; y, en términos reales, muchos actos y omisiones clasificados como delitos se solapan en realidad con conceptos del derecho civil.
El desarrollo del pensamiento sociológico a partir del siglo XIX impulsó algunos puntos de vista novedosos sobre la delincuencia y la criminalidad, y fomentó los inicios de la criminología como estudio del delito en la sociedad.   En el siglo XX, Michel Foucault en Disciplina y Castigo hizo un estudio de la criminalización como método coercitivo de control estatal.

## Marco general
Cuando las relaciones informales resultan insuficientes para establecer y mantener un orden social deseado, un gobierno o un Estado puede imponer sistemas más formales o estrictos de control social. Con la maquinaria institucional y legal a su disposición, los agentes del Estado pueden obligar a la población a ajustarse a los códigos y pueden optar por castigar o intentar reformar a quienes no se ajusten.
Las autoridades emplean diversos mecanismos para regular (fomentando o desalentando) determinados comportamientos en general. Los organismos que gobiernan o administran pueden, por ejemplo, codificar las normas en leyes, vigilar a los ciudadanos y a los visitantes para asegurarse de que cumplen esas leyes, y aplicar otras políticas y prácticas que los legisladores o administradores han prescrito con el objetivo de desalentar o prevenir el crimen. Además, las autoridades proporcionan remedios y sanciones, y en conjunto constituyen un sistema de justicia penal. Las sanciones legales varían ampliamente en su severidad; pueden incluir (por ejemplo) el encarcelamiento de carácter temporal destinado a reformar al convicto. Algunas jurisdicciones tienen códigos penales escritos para infligir castigos duros permanentes: mutilación legal, pena capital, o vida sin libertad condicional.
Por lo general, una persona física perpetra un delito, pero la personas legales también puede cometer delitos. Históricamente, varias sociedades premodernas creían que los animales no humanos eran capaces de cometer delitos, y los perseguían y castigaban en consecuencia.
El sociólogo Richard Quinney ha escrito sobre la relación entre la sociedad y el crimen. Cuando Quinney afirma que "la delincuencia es un fenómeno social" contempla tanto la forma en que los individuos conciben la delincuencia como la forma en que las poblaciones la perciben, basándose en la normas sociales.

## Niveles de delincuencia
Diferentes países tienen diferentes ideas de lo que son los crímenes, y cuáles son los peores. Algunas cosas que son crímenes en un país no lo son en otros países. Muchos países se hacen una idea de lo que son los crímenes de las religiones o de los acontecimientos polémicos que hacen que se cree rápidamente una ley. Por ejemplo, una religión puede considerar que comer un alimento en particular es un crimen. Cuando los automóviles se multiplicaron, mataron o hirieron a muchas personas en accidentes de tráfico, por lo que se crearon nuevas leyes para ellos.
En muchos países, si la gente dice que hizo o escribió un libro, una película, una canción o una página web que realmente no hizo o escribió, es un delito contra las leyes de derecho de autor. En muchos países, ayudar a crecer, fabricar, mover o vender drogas ilegales es un delito. 
En la mayoría de los países, la policía intenta detener los delitos y encontrar a los delincuentes. Cuando la policía encuentra a alguien que cree que puede ser un criminal, generalmente lo mantiene en la cárcel. Luego, por lo general, un tribunal o un juez decide si la persona realmente cometió un delito. Si el tribunal o el juez decide que la persona realmente lo hizo, es posible que tenga que pagar una multa o ir a prisión. Algunas veces el juez puede decidir que el criminal debe ser ejecutado. Esto se llama pena capital (o pena de muerte). Hay países en el mundo que ejecutan criminales y otros que no. 
En muchos países, deben darse dos condiciones para que un acto sea delictivo:
- Mens rea - ocurre cuando el delito se comete con intención o conocimiento o imprudencia (mente culpable)
- Actus rea - un acto ilícito

Ambos deben estar presentes para que el acto sea considerado un crimen.
Los asesinatos rituales o los crímenes rituales han existido y todavía existen hoy y se cometen individualmente o colectivamente contra grupos minoritarios vulnerables, el albino constituye en África un grupo particularmente impactado y vulnerable.

## Criminalización

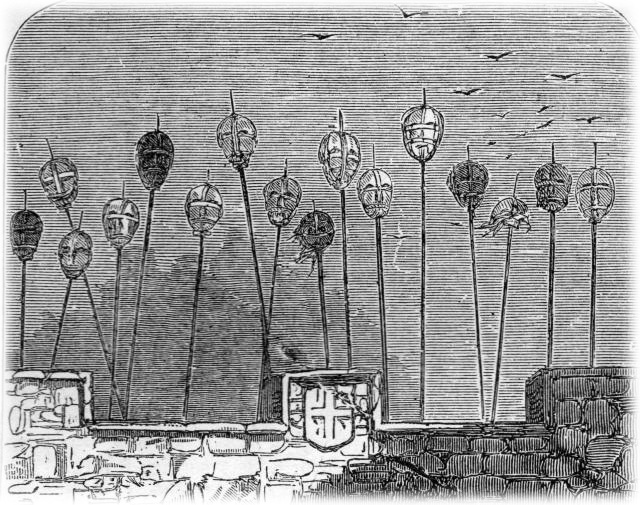
Las cabezas con pinchos de los criminales ejecutados adornaban la puerta del Puente de Londres medieval.

Se puede considerar la criminalización como un procedimiento desplegado por la sociedad como dispositivo preventivo de reducción del daño, utilizando la amenaza del castigo como disuasión para cualquiera que se proponga realizar el comportamiento que causa el daño. El Estado se involucra porque las entidades gobernantes pueden convencerse de que los costos de no criminalizar (permitiendo que los daños continúen sin disminuir) superan los costos de criminalizar (restringiendo la libertad individual, por ejemplo, para minimizar el daño a otros).{
Los Estados controlan el proceso de criminalización porque:
- Incluso si víctimas reconocen su propio papel como víctimas, es posible que no tengan los recursos para investigar y buscar una compensación legal por los daños sufridos: los encargados de hacer cumplir la ley designados formalmente por el Estado suelen tener mejor acceso a la experiencia y los recursos.
- Las víctimas pueden querer sólo una compensación por las lesiones sufridas, permaneciendo indiferentes a un posible deseo de disuasión.[21]
- El miedo a las represalias puede disuadir a las víctimas o a los testigos de delitos de emprender cualquier acción. Incluso en las sociedades vigiladas, el miedo puede inhibir de denunciar incidentes o de cooperar en un juicio.
- Las víctimas, por sí solas, pueden carecer de las economías de escala que les permitirían administrar un sistema penal, y mucho menos cobrar las multas impuestas por un tribunal.[22] Garoupa y Klerman (2002) advierten de que un gobierno que busca la renta tiene como motivación principal maximizar los ingresos y, por tanto, si los delincuentes tienen suficiente riqueza, un gobierno que busca la renta actuará de forma más agresiva que un gobierno que maximiza la función de bienestar social en la aplicación de las leyes contra los delitos menores (normalmente con una sanción fija, como las infracciones de aparcamiento y de tráfico rutinarias), pero de forma más laxa en la aplicación de las leyes contra los delitos mayores.
- Como resultado del delito, las víctimas pueden morir o quedar incapacitadas.

## Teoría del derecho natural
Justificar el uso de la fuerza por parte del Estado para coaccionar el cumplimiento de sus leyes ha resultado ser un problema teórico constante. Una de las primeras justificaciones fue la teoría del derecho natural. Ésta postula que la naturaleza del mundo o de los seres humanos subyace a las normas de moralidad o las construye. Tomás de Aquino escribió en el siglo XIII: "la regla y la medida de los actos humanos es la razón, que es el primer principio de los actos humanos". Consideró a las personas como seres por naturaleza racional, concluyendo que resulta moralmente apropiado que se comporten de una manera conforme a su naturaleza racional. Así, para ser válida, cualquier ley debe ajustarse a la ley natural y coaccionar a las personas para que se ajusten a esa ley es moralmente aceptable. En la década de 1760, William Blackstone describió la tesis:
"Esta ley de la naturaleza, siendo co-eval con la humanidad y dictada por Dios mismo, es por supuesto superior en obligación a cualquier otra. Es obligatoria en todo el mundo, en todos los países y en todos los tiempos: ninguna ley humana tiene validez, si es contraria a ella; y las que son válidas derivan toda su fuerza y toda su autoridad, mediata o inmediatamente, de este original."
Pero John Austin (1790-1859), uno de los primeros positivista, aplicó el utilitarismo al aceptar la naturaleza calculadora del ser humano y la existencia de una moral objetiva. Negó que la validez jurídica de una norma dependa de que su contenido se ajuste a la moral. Así, en términos austinianos, un código moral puede determinar objetivamente lo que las personas deben hacer, la ley puede plasmar cualquier norma que el legislador decrete para lograr la utilidad social, pero cada individuo sigue siendo libre de elegir qué hacer. Del mismo modo, H.L.A. Hart veía la ley como un aspecto de la soberanía, pudiendo los legisladores adoptar cualquier ley como medio para alcanzar un fin moral.
Así, las condiciones necesarias y suficientes para la verdad de una proposición de ley implicaban simplemente la lógica interna y la consistencia, y que los agentes del Estado utilizaran el poder estatal con responsabilidad. Ronald Dworkin rechaza la teoría de Hart y propone que todos los individuos deben esperar el mismo respeto y preocupación de quienes los gobiernan como un derecho político fundamental. Ofrece una teoría del cumplimiento superpuesta por una teoría de la deferencia (el deber del ciudadano de obedecer la ley) y una teoría de la aplicación, que identifica los objetivos legítimos de la aplicación y el castigo. La legislación debe ajustarse a una teoría de la legitimidad, que describe las circunstancias en las que una persona o grupo concreto tiene derecho a hacer la ley, y a una teoría de la justicia legislativa, que describe la ley que tiene derecho u obligación de hacer.
Hay teóricos del derecho natural que han aceptado la idea de hacer cumplir la moral imperante como función primordial del derecho. Este punto de vista conlleva el problema de que hace imposible cualquier crítica moral de la ley: si la conformidad con la ley natural constituye una condición necesaria para la validez legal, toda ley válida debe, por definición, contar como moralmente justa. Así, en esta línea de razonamiento, la validez jurídica de una norma implica necesariamente su justicia moral.
Se puede resolver este problema concediendo cierto grado de relativismo moral y aceptando que las normas pueden evolucionar con el tiempo y, por lo tanto, se puede criticar que se sigan aplicando leyes antiguas a la luz de las normas actuales. La gente puede considerar que esa ley es aceptable, pero el uso del poder del Estado para coaccionar a los ciudadanos a cumplir esa ley carece de justificación moral. Concepciones más recientes de la teoría caracterizan el crimen como la violación de derechos individuales.
Dado que la sociedad considera que muchos derechos son naturales (de ahí el término derechos) y no creados por el hombre, lo que constituye un delito también cuenta como natural, en contraste con las leyes (vistas como creadas por el hombre). Adam Smith ilustra este punto de vista, diciendo que un contrabandista sería un excelente ciudadano, "...si las leyes de su país no hubieran hecho de eso un crimen que la naturaleza nunca quiso que lo fuera".
La teoría del derecho natural distingue, por tanto, entre la "criminalidad" (que deriva de la naturaleza humana) y la "ilegalidad" (que se origina con los intereses de los que tienen el poder. Los juristas expresan a veces los dos conceptos con las frases malum in se y malum prohibitum respectivamente. Consideran que un "delito malum in se es intrínsecamente delictivo; mientras que un "delito malum prohibitum (el argumento es que) cuenta como delictivo sólo porque la ley lo ha decretado así.
De este punto de vista se deduce que uno puede realizar un acto ilegal sin cometer un delito, mientras que un acto criminal podría ser perfectamente legal. Muchos pensadores de la Ilustración (como Adam Smith y los Padres de la Patria estadounidenses) se adhirieron a este punto de vista en cierta medida, y sigue siendo influyente entre los llamados liberales clásicos y libertarios.